# Hexi, Yongding
Hexi (kinesiska: 合溪) är en socken i sydöstra Kina. Den ligger i stadsdistriktet Yongding i staden Longyan i provinsen Fujian, omkring 290 kilometer sydväst om provinshuvudstaden Fuzhou. Antalet invånare är 5 836. Befolkningen består av 2 995 kvinnor och 2 841 män. Barn under 15 år utgör 18,0 %, vuxna 15-64 år 62 %, och äldre över 65 år 18,0 %.